# Johnby
Johnby – przysiółek w Anglii, w Kumbrii. W latach 1870–1872 liczył 92 mieszkańców.